# 赤石迳水库
赤石迳水库是中国广东省韶关市仁化县境内的一座水库，位于锦江上，建于1958年。水库正常库容为1460万立方米，平均水深为9.00米，集雨面积为14平方千米，海拔为128.4米。